# Benzolboronsäure
Benzolboronsäure, auch bekannt als Phenylboronsäure, ist eine chemische Verbindung aus der Gruppe der Boronsäuren.

## Gewinnung und Darstellung
Es gibt zahlreiche Methoden, um Benzolboronsäure zu synthetisieren. Eine verbreitete Synthese verwendet Phenylmagnesiumbromid und Borsäuretrimethylester zur Bildung des entsprechenden Esters, der dann durch Hydrolyse in Phenylboronsäure umgesetzt wird.
{\displaystyle {\ce {C6H5MgBr + B(OCH3)3 -> C6H5B(OCH3)2 + H3COMgBr}}}
{\displaystyle {\ce {C6H5B(OCH3)2 + 2 H2O -> C6H5B(OH)2 + 2 CH3OH}}}
Eine analoge Synthese kann auch ausgehend vom Phenyllithium erfolgen.
{\displaystyle {\ce {C6H5Li + B(OCH3)3 -> C6H5B(OCH3)2 + H3COLi}}}
{\displaystyle {\ce {C6H5B(OCH3)2 + 2 H2O -> C6H5B(OH)2 + 2 CH3OH}}}

## Eigenschaften
Benzolboronsäure ist ein farbloser bis gelblicher geruchloser Feststoff. Der Feststoff bildet ein orthorhombisches Kristallgitter mit der Raumgruppe Iba2 (Raumgruppen-Nr. 45). Im Festkörper liegen Dimere vor. Durch trockenes Erhitzen kann die Verbindung unter Wasserabspaltung zum Anhydrat Triphenylboroxin trimerisiert werden. Die Reaktion verläuft aus der festen Phase  mit einer molaren Reaktionsenthalpie von 41 kJ·mol−1 endotherm.
In Gegenwart von Carbonsäure kann eine säurekatalysierte Deboronierung (Protodeboronierung) erfolgen, wobei ein 6-gliedriger Übergangszustand zusätzlich noch über einen Lewis-Säure-Base Komplex zwischen dem Bor-Atom und dem Sauerstoff der Carboxylfunktion stabilisiert wird. Dieser Mechanismus setzt das Vorhandensein von stöchiometrischen Mengen an Carbonsäure voraus. Allerdings ist zu beachten, dass durch Kondensationsprozesse des als Nebenprodukt resultierenden Borsäurederivates die Essigsäure wieder freigesetzt werden kann und somit auch unterstöchiometrische Mengen für eine quantitative Deboronierung ausreichen können.

## Verwendung
Benzolboronsäure wird bei zahlreichen Kreuz-Kupplungsreaktionen verwendet. Im Jahr 1979 fanden Miyarura und Suzuki eine Bildungsreaktion für Kohlenstoff-Kohlenstoff-Bindungen (heute als Suzuki-Kupplung bezeichnet) welche Arylboronsäuren mit Halogenaromaten unter katalytischer Verwendung von Palladium-Phosphan-Komplexen zu Biphenylderivaten oder Vinylaromaten umsetzen.